# BS10

BS10，旧称BSJapanext，是日本的一個衛星電視頻道，也是電視購物企業Japanet的子公司。2022年3月9日，該頻道開始試播。同年3月27日，該頻道正式開始播出。2024年6月，其从东北新社收购STAR CHANNEL，並计划将STAR CHANNEL与BSJapanext整合统一品牌，之后于2025年分别更名为bs10和bs10 STAR CHANNEL。

## 外部連結
- BSJapanext公式サイト｜BS無料放送の“つながる”テレビ局
- 【公式】BSJapanext（ビーエスジャパネクスト）3月27日 BS263ch開局！的X（前Twitter）